# Красный Яр (Кировская область)
 Красный Яр  — поселок в Нолинском районе Кировской области. Административный центр Красноярского сельского поселения.

## География
Расположен на расстоянии примерно 1 км по прямой на восток от райцентра города Нолинск.

## История
Известен с 1978 года, в 1989 году учтено 647 жителей.

## Население
Постоянное население составляло 495 человек (русские 98%) в 2002 году, 493 в 2010.